# Актісанес
Актісанес (Гастісен) (д/н — 305 до н. е./300 до н. е.) — цар Куша з 315/310 року до н. е.

## Життєпис
Про його батьків відсутні відомості. Згадується істориком Гекатеєм Абдерський, який називав Актісанеса ворогом фараона Яхмоса II. Сьогодні вчені відкидають те, що вони були сучасниками. Вважається, що Гекатей для своєї частково вигаданої історії взяв ім'я сучасного йому кушитського царя, яким виявився Актісанес.
Був небожем або братом царя Настасена. Посів трон між 315 та 310 роками до н. е. Припускають, що Актісанес мав якісь конфлікти з Птолемеєм I. Втім більшість розглядає його період мирним, спрямованим на розвиток господарства та культури, висувається версія, що в цей час Куш пережив своєрідне мистецьке Відродження.
Найдовшим текстом часу правління Актісанеса є втрачений будівельний напис, скопійований експедицією Карла Лепсіуса в Нурі 1844 року. Її текст зберігся частково, його опубліковано в 1977 році. Найймовірніше прикрашав двері храму в Напаті.
Інший напис знайдена на двох суміжних блоках, представляючи царя перед богом Амон-Ра-Хорахте-Атоном. Блоки були знайдені в Джебель-Баркал. У цього напису уціліли приватне і тронне імена царя, але ім'я Актісанес важко помітне. На одвірку з того ж самого місця є повний царський титул, але особисте ім'я збереглося частково.
Помер між 305 та 300 роками до н. е. Став першим, кого було поховано в комплексі Джебель-Баркал, в піраміді № 11 або 14. Йому спадкував Аріамані.